# ルイ・ピエール・グラチオレ

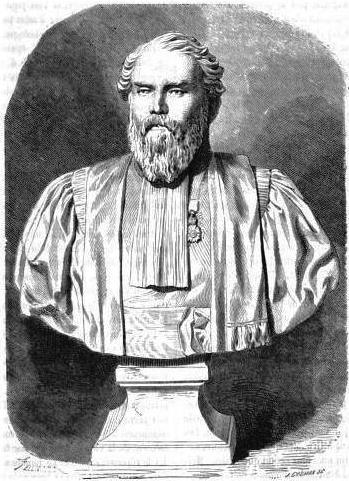
ルイ・ピエール・グラチオレ

ルイ・ピエール・グラチオレ（Louis Pierre Gratiolet、1815年7月6日 - 1865年2月16日）はフランスの解剖学者、動物学者。イジドール・ジョフロワ・サンティレール（Isidore Geoffroy Saint-Hilaire, 1805年-1861年）の後に、パリ大学理学部の動物学の教授を務めた。

## 略歴
グラチオレは1815年にフランス南西部ジロンド県の小村サント＝フォア＝ラ＝グランドで生まれ、パリでアンリ・ブランヴィル(1777年–1850年)のもとで医学を学ぶ。1842年から1853年までフランスの国立自然史博物館に研究助手として雇われる。1844年から1850年までパリ大学で解剖学についての講義を行う。1853年から1862年までは同大の解剖学研究の代表となる。そして1862年から1863年まで、動物学講座の教授代理をつとめる。周囲のサポートが得られなかったため教授になるのは遅くなった。1963年に教授のイジドール・ジョフロワ・サンティレールが死去したことにともない教授となる。その2年後の1965年没。
当時グラチオレの研究は非常に低い評価しか受けられなかった。また金銭的にとても貧しく、苦しい人生を送った。

## 研究
グラチオレは神経解剖学、人相学、形質人類学といった領域での研究で知られている。中でも霊長類の脳の比較解剖の研究が有名である。グラチオレはヒトとほかの様々な霊長類の脳の間の差と類似性を精力的に研究し、そこで得た知見をもとに、歴史上初めて大脳を5つの脳葉（前頭葉、頭頂葉、側頭葉、後頭葉、島葉）に分けて記述した。
またグラチオレは、大脳の中にある視覚情報を運ぶ長さ十数センチの白質繊維の集まりである視放線、について初めて記述したことでも知られる。ここから視放線はグラチオレ放線（Gratiolet's radiation）とも呼ばれる。
ポール・ブローカ (1824年-1880年)と共に、前頭葉と失語症の関係についての研究も行った。しかしグラチオレはブローカが主張していた「体積の大きい脳が高い知性を持つ」という考えに対しては批判的であった。ちなみにブローカとグラチオレは共にサント＝フォア＝ラ＝グランド生まれの同郷である

## 著作の一部
- Anatomie comparée du système nerveux considéré dans ses rapports avec l’intelligence,  フランソワ・ルーレとの共著, Paris, Ballière, vol 1, 1839.
- Mémoire sur les Plis Cérébraux de l"Homme et des Primates.  (ヒトと他の霊長類の脳の解剖についての書籍) Paris: Bertrand, 1854.
- De la Physiognomie et des Mouvements d'Expression (人相と表情の動きについての書籍) 1865.
- Recherches sur l’anatomie de l’hippopotame. (カバの解剖についての書籍) 1867.